# Ревиста Мачедонией
„Ревиста Мачедонией“ (на румънски: Revista Macedoniei, в превод Македонско списание) е вестник, издаван в Букурещ, Румъния от 1905 до 1906 година като орган на Обществото за македонорумънска култура.
Председател на редакционния комитет е председателят на Обществото д-р А. Леонте. Вестникът излиза в 8 страници среден формат. Политическите статии за положението на арумъните се допълват с откъси от чуждестранната преса. „Ревиста Мачедонией“ следи положението на румънските училища в Македония. Публикува няколко исторически изследвания, подписани от Димитрие Ончиул, Дора д'Истрия, Василе Диаманди. Прекратяване излизането си на 17 септември 1906 година като се слива с „Ромънул де ла Пинд“.